# Dachstein (Bas-Rhin)
Dachstein település Franciaországban, Bas-Rhin megyében. Lakosainak száma 1755 fő (2022. január 1.). Dachstein Altorf, Duttlenheim, Ergersheim, Ernolsheim-Bruche, Molsheim és Wolxheim községekkel határos.

## Népesség
A település népességének változása:
| Lakosok száma | 1796 | 1805 | 1832 | 1802 | 1802 | 1840 | 1811 | 1783 | 1755 |
|               | 2013 | 2015 | 2016 | 2017 | 2018 | 2019 | 2020 | 2021 | 2022 |